# Grzmiąca (stacja kolejowa)
Grzmiąca – stacja kolejowa w województwie zachodniopomorskim, w powiecie szczecineckim, w gminie Grzmiąca. 1 km na zachód-południowy zachód od centrum Grzmiącej. Przez stację przebiega jednotorowa zelektryfikowana linia kolejowa Szczecinek – Białogard – Kołobrzeg. Na stacji zatrzymują się wyłącznie pociągi osobowe.

## Ruch pasażerski
| Rok  | Wymiana pasażerska na dobę |
| ---- | -------------------------- |
| 2017 | 10-149                     |
| 2022 | 100-149                    |

Początkowa stacja dawnej linii kolejowej Grzmiąca – Połczyn-Zdrój – Złocieniec – Kalisz Pomorski – Choszczno – Barlinek – Kostrzyn nad Odrą, obecnie nieprzejezdnej, na wielu odcinkach rozebranej i zamkniętej.